# Johannes Cornelis Hendrik de Meijere
Johannes Cornelis Hendrik de Meijere (Deventer, 1 april 1866 - Amsterdam, 6 november 1947) was een zoöloog en entomoloog en rector magnificus van de Universiteit van Amsterdam.

## Biografie
De Meijere was lid van het patriciaatsgeslacht De Meijere en een zoon van predikant ds. Johannes Cornelis de Meijere (1834-1911) en Hendrika Alida Wonders (1834-1909). Hij trouwde in 1897 met Prijna Johanna Klasina van Dam (1875-1953) uit welk huwelijk twee dochters werden geboren.
De Meijere studeerde in 1891 af in de biologie aan de Universiteit van Amsterdam, werd toen assistent bij prof. Max Weber en promoveerde in 1893 in Amsterdam op het proefschrift Over de haren der zoogdieren: in 't bijzonder over hunne wijze van rangschikking. Van 1908 tot 1921 was hij buitengewoon hoogleraar technische zoölogie, vanaf 1921 gewoon hoogleraar entomologie, genetica en zoölogie. Hij bleef hoogleraar tot 1936 en was daarnaast in de jaren 1928-1929 rector magnificus van de Universiteit van Amsterdam. Tussen 1896 en 1921 was hij conservator van het museum Artis. In 1935 schonk hij zijn eigen collectie diptera aan het zoölogisch museum van Amsterdam.
De Meijere was Ridder in de Orde van de Nederlandse Leeuw en Officier in de Orde van Oranje-Nassau.
De Meijere heeft in zijn leven alleen al in de Tipuloidea (Steltmuggen en Langpootmuggen) 136 taxa nieuw beschreven voor de weteschap, waarvan er tot op heden nog 109 taxa erkend worden.